# HBTQ-rättigheter i Moldavien
HBTQ-rättigheterna i Moldavien har blivit förbättrade efter Sovjetunionens fall i och med att homosexuella förbindelser legaliserades år 1995. Åldersgränsen för homosexuella relationer är sedan 2002 den samma som för heterosexuella.
Moldaviens konstitution från år 1994 definierar äktenskapet mellan make och maka, det vill säga det heterosexuella äktenskapet, som grunden för en familj.
GenderDoc-M organiserade Gay Pride i Moldavien för första gången år 2002. De moldaviska myndigheterna förbjöd Gay Pride för första gången sedan dess begynnelse i landet år 2005. Den ortodoxa kyrkans inflytande har blivit starkare under Moldaviens självständighet och en av motiveringarna bakom förbudet mot Gay Pride var att evenemanget försvagar de kristna värderingarna i Moldavien.
Lagsförslaget som förbjuder diskriminering på grund av sexuell läggning antogs av Moldaviens parlament den 25 maj 2012. Landets president undertecknade lagförslaget till lag den 28 maj 2012. Lagen trädde i kraft den 1 januari 2013. Samma år inleddes HBTQ-solidaritetsmarschen och har därefter inträffat årligen sedan dess. Samma dag som marschen skedde år 2019; den 19 maj, ägde anti-HBTQ-familjefestivalen rum med stöd från Moldaviens president Igor Dodon.

## Översiktstabell
| Samkönade sexuella aktiviteter avkriminaliserade                                                                 | (Sedan år 1995)                               |
| Jämställd sexuell myndighetsålder                                                                                | (Sedan år 2002)                               |
| Lagstiftning mot diskriminering i arbetslivet                                                                    | (Sedan år 2013)                               |
| Lagstiftning mot diskriminering i vetenskaps- och utbildningsväsendet                                            | Nej                                           |
| Lagstiftning mot diskriminering vid tillhandahållande av varor och tjänster                                      | Nej                                           |
| Lagstiftning mot diskriminering i alla andra områden (inklusive indirekt diskriminering, hets mot folkgrupp etc) | Nej                                           |
| Erkännande av samkönade parförhållanden                                                                          | Nej                                           |
| Samkönat äktenskap                                                                                               | (Konstitutionellt förbud sedan år 1994)       |
| Registrerat partnerskap                                                                                          | Nej                                           |
| Närståendeadoption                                                                                               | Nej                                           |
| Samkönad adoption                                                                                                | Nej                                           |
| Öppet homosexuella män och kvinnor kan tjänstgöra i landets försvar                                              | Ja                                            |
| Könskorrigering erkänns i lagstiftningen                                                                         | Ja                                            |
| Tillgång till IVF för samkönade par                                                                              | Nej                                           |
| Kommersiellt värdmödraskap                                                                                       | (Illegalt för alla, oavsett sexuell läggning) |
| Öppet homosexuella män kan donera blod                                                                           | Nej                                           |